# Emilie Bednářová
Emilie Bednářová (2. dubna 1907 Karlín – 26. února 1998 Praha) byla česká spisovatelka, dramatička a překladatelka. Jejím třetím manželem byl básník a překladatel Kamil Bednář.

## Život
Narodila se v Karlíně u Prahy v roce 1907 v rodině známého pražského podnikatele a obchodníka Stanislava Jiřince (1876) a Emilie roz. Kremserové (1884). Její otec postavil v Karlíně na Lyčkově náměstí secesní dům, kde rodina obývala velký byt. V domě se postupně narodili i další dva její sourozenci: Stanislav (1909; pozdější chemik) a Ludmila (1912; pozdější malířka a grafička).
Emilie prožila do začátku první světové války šťastné dětství v harmonickém prostředí zámožné měšťanské rodiny. Matka, pocházející z rodiny Engelmüllerů, byla umělecky založena, hrála výborně na klavír. Její strýc Ferdinand Engelmüller (1867–1924) se věnoval krajinomalbě. V jeho ateliéru se scházeli umělci, hudebníci a literáti. Bohémské prostředí ateliéru mělo značný vliv na umělecký vývoj Jiřincových dětí. Emiliinou sestrou byla výtvarnice, grafička, spisovatelka a překladatelka Ludmila Jiřincová. Emilie se intenzivně věnovala opernímu zpěvu a studiu jazyků, mladší Ludmila studovala soukromě malířství u Rudolfa Vejrycha (příbuzného Maxe Švabinského). Díky svému neobyčejnému talentu se bez zkoušek dostala na malířskou akademii do ateliéru T. F. Šimona, kam ji pozval krajinář Otakar Nejedlý. Druhý prastrýc Karel Engelmüller byl divadelním kritikem, děti brával na všechna divadelní a operní představení, hlavně v Národním divadle.
V létě se celá rodina vždy stěhovala do vily v Úvalech, která byla obklopena velkou zahradou.
Otec vlastnil velký obchod na Ferdinandově třídě (dnešní Národní). V proluce nechal postavit moderní dům ve stylu art deco (dnešní Špálova galerie), který byl tehdy nazván „Jiřincovým mrakodrapem“. V 1. patře byla veliká soukromá galerie obchodníka s obrazy Rubeše. Emilie studovala na reálném gymnáziu, v septimě studium přerušila a v roce 1923 se provdala za pražského podnikatele Alfonse Kraváka. Pak pracovala v jeho farmaceutické firmě do roku 1929, kdy se s ním rozvedla. Pokračovala dál ve studiu a věnovala se opernímu zpěvu. V repertoáru měla dva oblíbené autory – J. B. Foerstera a Vítězslava Nováka.
V roce 1929 se seznámila s emigrantem bulharského původu žijícím v Praze I. Stamboljevem, za něhož se v roce 1931 provdala. Emilie se tak důvěrně seznámila s bulharským jazykem i kulturou. Stamboljev byl vdovec a z prvního manželství vychovával dceru Ludmilu Stamboljevu (1916–1991). Ta od 30. let působila v Československém rozhlase, ale po roce 1948 pro její politické krajně levicové názory a angažovanost v padesátých letech se s ní nevlastní matka přestala stýkat až do roku 1968.
Emilie začala publikovat pod jménem E. Stamboljeva. Její prvotinou byla vzpomínková próza Pod staropražským nebem. K jejím dalším dílům patří obsáhlý román z prostředí patriarchální bulharské vesnice Obraz ve studni.
Emiliiny úspěchy v operním zpěvu způsobily, že dostala nabídku sopránové sólistky na angažmá do opery v bulharské Sofii. Ale pro neutěšené politické poměry v tehdejším Bulharsku nakonec nabídku nepřijala. Věnovala se studiu dějin, napsala dramatickou báseň Kálidása o indickém básníkovi ze šestého století (již ve spolupráci s Kamilem Bednářem). Báseň mělo mít koncem druhé světové války na repertoáru Národní divadlo, ale po roce 1945 už nebyla uvedena.
Emilie také využila své jazykové znalosti a začala překládat z němčiny, angličtiny, ruštiny a bulharštiny. V roce 1937 začala publikovat v časopisu Salón, později v periodikách Národní osvobození, Práce a Lidová demokracie.
Emilie Stamboljeva za války ovdověla. Při literární tvorbě a práci na překladech se seznámila se začínajícím básníkem Kamilem Bednářem. Pro přebásnění poezie zahraničních básníků mu připravovala doslovné (řádkové) překlady a spolupracovala na některých jeho literárních dílech. Ovšem se svou příznačnou skromností nechtěla, aby byla uváděna jako spoluautorka.
V šedesátých letech jí v průběhu několika měsíců zemřeli oba rodiče i bratr.
V roce 1960 se Emilie provdala potřetí za Kamila Bednáře. Manželka dokázala vytvořit harmonické rodinné zázemí, které trvalo až do smrti básníkovy. Z prvního, nepříliš šťastného manželství měl Kamil Bednář dva syny – Jiřího (pozdějšího filmového a divadelního herce) a Ivana (divadelního režiséra a publicistu). Manželé se přestěhovali do nového bytu v Korunní ulici na Vinohradech, který získali výměnou za garsonku v Emiliině bývalém domě v Karlíně. Kamil opustil místo v nakladatelství a začal se živit pouze literární tvorbou.
V té době začali oba pracovat na překladech děl amerického básníka Robinsona Jefferse, která v Československu vycházela ve vysokých nákladech v šedesátých letech. Díky tomuto překladu se seznámili s některými představiteli americké kultury, při své návštěvě Prahy se s nimi setkal i Richard Nixon, tehdy v mezidobí mezi úřadem viceprezidenta a prezidenta USA.
V roce 1960 si Bednářovi zakoupili starší ovocný sad poblíž Mělníka, kde zprvu bydleli provizorně v cirkusové maringotce, později na chatě. Jejím prostředím se Kamil Bednář inspiroval ve fejetonech „Zahrada přítelkyně“, které vycházely v Lidové demokracii.
V těžkém období po roce 1968 Emilie sama přestala publikovat. Po manželově smrti v roce 1972, která ji velice zasáhla, pokračovala ve vydávání jeho díla, v překladech Robinsona Jefferse a ve vlastní tvorbě. Pořídila překlad hry Jacka Londona Zlato, vzpomínkové knihy Stříbrné střevíčky a Arkány vzpomínek, publikovala také povídky, pohádky a převyprávění českých bájí Mysteria země české.
Zajímala se o křesťanskou a židovskou mystiku, okultismus, magii a kabalu, mimo jiné o učení Karla Weinfurtera.
Emilie přežila svého manžela Kamila o dvacet šest let. Zemřela v jednadevadesáti letech. Pohřbena byla na hřbitově v Praze-Ďáblicích.